# Nienasieniaki
Nienasieniaki – grupa nowotworów zarodkowych, wyróżniona w wyniku ich podziału klinicznego. Charakteryzują się gorszym rokowaniem niż nasieniak i odmiennymi standardami leczenia. Najczęściej mają charakter guzów o mieszanej budowie histologicznej (składają się z kilku niezależnych rodzajów utkania nowotworowego). O rozpoznaniu nienasieniaka przesądza stwierdzenie w obrębie nowotworu zarodkowego któregokolwiek z wymienionych poniżej rodzajów utkania:
- raka zarodkowego
- nabłoniaka kosmówkowego
- raka pęcherzyka żółtkowego
- potworniaka.

Również stwierdzenie podwyższonego stężenia alfa-fetoproteiny w surowicy u pacjenta z guzem zarodkowym jest równoznaczne z rozpoznaniem nienasieniaka.

## Obraz kliniczny
Nienasieniaki mogą występować w wielu lokalizacjach i klinicznie mogą się objawiać w postaci następujących chorób:
- zarodkowych guzów jądra
- zarodkowych guzów jajnika
- pierwotnych zarodkowych guzów śródpiersia
- pierwotnych zarodkowych guzów ośrodkowego układu nerwowego
- pierwotnych zarodkowych guzów przestrzeni zaotrzewnowej
- pierwotnych zarodkowych guzów okolicy krzyżowo-guzicznej (u dzieci i niemowląt)
- nowotworem o zbliżonej biologii i przebiegu klinicznym jest ciążowa choroba trofoblastyczna.

## Zasady leczenia

### Leczenie uzupełniające nienasieniaka jądra w I stopniu zaawansowania
Zasady postępowania po usunięciu nienasieniaka ograniczonego do jądra budzą wiele kontrowersji. Wiadomo, że nawet w najniższym stopniu zaawansowania IA ok. 20-30% pacjentów doświadczy nawrotu choroby po operacji. Najczęstszą lokalizacją przerzutów są węzły chłonne zlokalizowane w przestrzeni zaotrzewnowej. Z drugiej strony wiadomo, że szybkie wykrycie takiej wznowy i rozpoczęcie leczenia w II stadium daje takim pacjentom 95% szansy na wyleczenie. Podstawowe pytanie sprowadza się więc do tego, czy leczyć wszystkich pacjentów zaraz po operacji, czy obserwować i leczyć tylko tych, którzy mają nawrót choroby. Leczenie zmniejsza ryzyko wznowy, ale naraża na niepotrzebne powikłania pacjentów, którzy być może nigdy nie mieliby nawrotu. Z drugiej strony zaniechanie leczenia wiąże się z koniecznością wykonywania regularnych i kosztownych badań kontrolnych, a zaniedbanie kontroli może prowadzić do sytuacji, w której choroba w chwili wykrycia nawrotu będzie bardzo zaawansowana (stopień IIIB lub IIIC). Tacy pacjenci mają znacznie mniejsze szanse na wyleczenie.
Zgodnie z zaleceniami NCCN (National Comprehensive Cancer Network) po operacji z powodu raka jądra można zastosować następujące strategie:
Obserwacja 

Pacjenci poddani jedynie obserwacji powinni mieć wykonywane następujące badania:
- tomografia komputerowa jamy brzusznej i miednicy
  - co 2-3 miesiące w pierwszym roku po operacji
  - co 3-4 miesiące w drugim roku po operacji
- RTG klatki piersiowej (PA + profil) oraz oznaczenie markerów nowotworowych (hCG i AFP)
  - co 1-2 miesiące w pierwszym roku po operacji
  - co 2 miesiące w drugim roku po operacji.

Badanie PET-CT nie ma udokumentowanej skuteczności w wykrywaniu nawrotów nienasieniaków i nie jest w tym wskazaniu rutynowo zalecane.
Limfadenektomia zaotrzewnowa (RPLND – ang. Retroperitoneal Lymph Node Dissection)

Polega na chirurgicznym usunięciu węzłów chłonnych okołoaortalnych, do których uchodzą naczynia limfatyczne z gonad. Węzły te są pierwszym miejscem, w którym tworzą się przerzuty raka jądra. Operacja powinna być poprzedzona tomografią (nie starszą niż 4 tygodnie) oraz oznaczeniem markerów (nie starszym niż 7-10 dni), aby potwierdzić, że pacjent jest na pewno w I stopniu zaawansowania. Jeżeli w badaniu histopatologicznym usuniętych węzłów zostaną wykryte komórki nowotworowe, chory otrzymuje dodatkowo dwa kursy chemioterapii. Jeśli wynik jest negatywny – można zrezygnować z częstego wykonywania tomografii – wykonuje się ją co 6 miesięcy (pozostałe badania co 2-3 miesiące). Tak więc RPLND nie zwalnia z wykonywania badań kontrolnych. Ponadto usunięcie węzłów chłonnych zaotrzewnowych jest dużą operacją (cięcie na cały brzuch) obarczoną pewnym ryzykiem. Najczęstszym powikłaniem jest uszkodzenie położonych zaotrzewnowo nerwów współczulnych, co może spowodować wytrysk wsteczny.
Chemioterapia

Jako leczenie uzupełniające można podać 2 cykle chemioterapii BEP (cisplatyna + etopozyd + bleomycyna). Takie postępowanie zmniejsza w wydatny sposób (ok. 10x) ryzyko wznowy. Biorąc jednak pod uwagę, że w zależności od zaawansowania nawrotu doświadczy jedynie od 20-30% (w stopniu IA) do 50% (w stopniu IB) pacjentów, to ponad połowa leczonych otrzymuje chemioterapię niepotrzebnie. Leczenie to jest oczywiście obarczone całym szeregiem działań niepożądanych od przejściowej utraty włosów (mniej istotne) po długo utrzymującą się niepłodność (co może być już istotnym problemem). Jeśli pacjent planuje posiadanie potomstwa, warto przed rozpoczęciem chemioterapii pomyśleć o zabezpieczeniu nasienia w banku spermy.
Postępowanie w zależności od stadium
IA
Guz jest ograniczony do jądra i najądrza, bez inwazji naczyń krwionośnych i limfatycznych (pT1). Ryzyko nawrotu po operacji wynosi 20-30%. Zgodnie z zaleceniami NCCN pacjenci tacy mają do wyboru:
- ścisłą obserwację
- usunięcie węzłów chłonnych zaotrzewnowych.

IB
Wszystkie pozostałe sytuacje (pT2, pT3, pT4) przy prawidłowym stężeniu markerów w surowicy (po operacji) i prawidłowym wyniku tomografii komputerowej (cecha N0). Ryzyko nawrotu u takich chorych wynosi nawet 50%. Dlatego eksperci z NCCN rekomendują u nich:
- usunięcie węzłów chłonnych zaotrzewnowych
- lub chemioterapię (dwa cykle według programu BEP).

IS
Oznacza utrzymywanie się podwyższonego poziomu markerów nowotworowych po operacji, mimo prawidłowego wyniku tomografii komputerowej jamy brzusznej i miednicy (N0). Tacy pacjenci powinni być traktowani jak chorzy z nawrotem nowotworu. Zgodnie z zaleceniami NCCN powinni oni otrzymać chemioterapię: 3 cykle według programu BEP lub 4 cykle według programu EP.

### Leczenie zaawansowanych nienasieniaków
Leczenie nienasieniaków w II i III stopniu zaawansowania klinicznego powinno być skojarzone. Pierwszym etapem jest chemioterapia programem zawierającym cisplatynę i etopozyd. Leczenie prowadzi się aż do uzyskania przynajmniej częściowej remisji i normalizacji stężenia markerów nowotworowych w surowicy (najczęściej 3-4 cykle chemioterapii). Po zakończeniu chemioterapii zalecane jest chirurgiczne usunięcie wszelkich przetrwałych zmian nowotworowych – przerzutów i powiększonych węzłów chłonnych. W wypadku stwierdzenia żywego utkania nowotworowego w usuniętym materiale zalecane jest kontynuowanie chemioterapii (jeszcze co najmniej dwa cykle).
Najczęściej stosowane programy chemioterapii
- w pierwszej linii leczenia:
  - EP[2] (cisplatyna + etopozyd)
  - BEP[3] (cisplatyna + etopozyd + bleomycyna)
  - VIP (cisplatyna + etopozyd + ifosfamid)

- w drugiej linii leczenia (chemioterapia ratująca):
  - VeIP[4] (cisplatyna + ifosfamid + winblastyna)
  - TIP[5] (cisplatyna + ifosfamid + paklitaksel)
  - TG (paklitaksel + gemcytabina)
  - GEMOX[6] (gemcytabina + oksaliplatyna)
  - chemioterapia w wysokich dawkach i autogeniczne przeszczepienie komórek krwiotwórczych.

Radioterapia nienasieniaków daje znacznie gorsze wyniki niż w przypadku nasieniaka. Odgrywa jednak pewną rolę w leczeniu, np. w przypadku przerzutów do mózgu, albo pojedynczych zmian przerzutowych, których nie można usunąć chirurgicznie.

## Rokowanie
U pacjentów z zaawansowanym nowotworem (stadium II i III) do najczęściej wymienianych niezależnych czynników pogarszających rokowanie należą:
- przerzuty do wątroby, ośrodkowego układu nerwowego i układu kostnego,
- wysokie stężenia markerów nowotworowych w surowicy – AFP, LDH i beta-hCG,
- pierwotna lokalizacja śródpiersiowa,
- duża liczba przerzutów w płucach (nie wszyscy autorzy uznają ten czynnik).

W zależności od obecności wymienionych wyżej czynników wyróżnia się następujące grupy prognostyczne:
- grupa o dobrym rokowaniu (5 lat przeżywa 92% chorych)
  - pierwotna lokalizacja: jądro/przestrzeń zaotrzewnowa oraz
  - brak przerzutów do narządów miąższowych (mogą być obecne przerzuty do płuc) oraz
  - stężenia markerów: AFP<1000 ng/ml oraz hCG< 5000 iu/l oraz LDH <1,5 x górna granica normy

- grupa o pośrednim rokowaniu (5 lat przeżywa 75% chorych)
  - pierwotna lokalizacja: jądro/przestrzeń zaotrzewnowa oraz
  - brak przerzutów do narządów miąższowych (mogą być obecne przerzuty do płuc) oraz
  - stężenie markerów w przedziale: AFP od 1000 ng/ml do 10 000 ng/ml, hCG od 5000 iu/l do 50 000 iu/l, LDH od 1,5x do 10x górna granica normy

- grupa o złym rokowaniu (5 lat przeżywa 48% chorych)
  - pierwotna lokalizacja: śródpiersie
  - lub przerzuty do narządów miąższowych (innych niż płuca)
  - lub wartości stężeń markerów: AFP > 10 000 ng/ml lub hCG > 10 000 ng/ml lub LDH > 10 x górna granica normy.